# 山内泉
山内 泉（やまうち いずみ）は、NHKのアナウンサー。

## 略歴・人物
愛知県で生まれ東京都で育つ。光塩女子学院中等科・高等科、慶應義塾大学経済学部卒業後、2017年4月に入局して金沢放送局で勤務する。
2021年度から東京アナウンス室勤務と同時に『NHKニュースおはよう日本』を担当し、2022年度から和久田麻由子の後任として『ニュースウオッチ9』のメインキャスターを青井実・田中正良と務めた。
2024年9月から産休入りが発表され、正午ニュースの代役は利根川真也が務める。

## エピソード
- 2024年1月1日に能登半島地震が発生した際には、16時06分の最初の地震から大津波警報発表までの報道を担当した。その際、「今すぐ逃げること!」「テレビを見ていないで逃げてください!」「東日本大震災を思い出してください!」と緊迫感のある強い口調で避難を呼びかけた[4][5][6]。

## 現在の担当番組
- さわやか自然百景（ナレーション：2021年5月30日 - 、不定期）
- 音の風景（ナレーション：2023年4月 - ）

## 過去の担当番組
金沢放送局時代（2017年度 - 2020年度）　
- どーも、NHK（2017年6月4日） - 新人披露
- 石川県のニュース・気象情報
- うまいッ!「モチモチが魅力!加賀れんこん～石川・金沢市～」（2018年10月7日） - 地元応援団（リポーター）
- 今夜も生でさだまさし～さだ百万石 金箔宣言!～（2018年11月25日）
- あさイチ 　
  - 代理リポーター（2019年7月31日 - 8月2日）
  - 「JAPA-NAVI カンタン!役立つ!石川県の秘伝のワザ」ナビゲーター（2020年2月13日）
- NHKニュースおはよう日本（代理キャスター：5:00 - 6:00）（2019年11月5日 - 8日・2020年9月14日 - 18日）
- かがのとイブニング（キャスター）（2019年4月1日 - 2021年3月26日）
- 金沢放送局コールサインアナウンス（テレビ、ラジオともに担当）

東京アナウンス室時代（2021年度 - ）
- NHKニュースおはよう日本（平日5時台キャスター：5:00 - 6:00）（2021年4月5日 - 2022年3月25日）- 森下絵理香と隔週交代
- ラジオニュース（平日午前10時・午前11時[8]） - 隔週
- 5夜連続生放送 春よ、来い!（2022年3月28日） - 増上寺と東京スカイツリーから中継
- ニュースウオッチ9（メインキャスター：2022年4月4日 - 2023年3月31日）
- NHKニュース7（金曜 - 日祝サブキャスター[9]：2023年4月7日 - 2024年3月31日）
- 令和6年能登半島地震関連ニュース（キャスター：2024年1月1日）
- NHKスペシャル
  - 「最新報告 能登半島地震 〜命の危機いまも〜」（キャスター：2024年1月5日）
  - 「能登半島地震1か月 限界の被災地 浮かぶ日本の“脆弱性”」（キャスター：2024年2月4日）
- 正午のニュース（金曜 - 日祝キャスター[10]：2024年4月5日 - 9月16日）
  - 関東甲信ローカルニュース（土日祝：12:10 - 12:15）も兼務
  - 定時ニュース（午前11時（金曜・平日のみ）、午後1時、午後3時（土日祝のみ）、午後6時）及び緊急報道対応（午前11時 - 午後7時）も兼務
- 午後LIVE ニュースーン（金曜ニュースリーダー：2024年4月5日 - 9月6日）

## 同期のNHKアナウンサー
- 片平和宏
- 後藤佑太郎
- 是永千恵
- 瀬戸光
- 鳥山圭輔
- 中原真吾
- 堀菜保子（退職→みずほリサーチ&テクノロジーズ→東京大学大学院教育学研究科）
- 増村聡太
- 松井大
- 森田茉里恵
- 矢崎智之